# Jeanne Seigneur
Jeanne Seigneur (12 de febrero de 2005) es una deportista francesa que compite en ciclismo en la modalidad de BMX estilo libre, especialista en la prueba de flatland. Su hermana gemela Louise compite en el mismo deporte.
Ganó dos medallas en el Campeonato Europeo de Ciclismo BMX Estilo Libre, en los años 2023 y 2024.

## Palmarés internacional
| Campeonato Europeo | Campeonato Europeo      | Campeonato Europeo | Campeonato Europeo |
| Año                | Lugar                   | Medalla            | Competición        |
| ------------------ | ----------------------- | ------------------ | ------------------ |
| 2023               | Duisburgo (Alemania)    | Medalla de oro     | Flatland           |
| 2024               | Luxemburgo (Luxemburgo) | Medalla de plata   | Flatland           |